# Зорянский сельский совет (Царичанский район)
Зорянский сельский совет (укр. Зорянська сільська рада) — входит в состав Царичанского района Днепропетровской области Украины.
Административный центр сельского совета находится в с. Могилёв.

## Населённые пункты совета
- с. Проточи
- в состав совета входит южная часть с. Могилёв